# Razborca
Razborca je naselje v Občini Mislinja.